# Hans Ulrich Vitalis Pfaff
Hans Ulrich Vitalis Pfaff (* 29. April 1824 in Erlangen; † 20. Mai 1872 ebenda) war ein deutscher Mathematiker und Professor an der Universität Erlangen. Er gehört einer Dynastie von Universitäts-Professoren der Mathematik und Naturwissenschaften an.
Seine Eltern waren Wilhelm Andreas Pfaff, Professor für Mathematik und Astronomie in Erlangen, und dessen zweite Frau Luise Pfaff geborene Plank. Sein Onkel Johann Friedrich Pfaff war Mathematiker an der Universität Helmstedt und Doktorvater von Carl Friedrich Gauß. Von seinen drei Geschwistern wurde Alexius Friedrich (1825–1886) ebenfalls ein bekannter Wissenschaftler.
Nach Lateinschule und Gymnasium studierte Pfaff ab 1841 in Erlangen Philosophie, Mathematik und Naturwissenschaften und ab 1843 in Berlin. Während seines Studiums wurde er im Winter-Semester 1841/42 Mitglied der Burschenschaft der Bubenreuther Erlangen. 1847 wurde er Lehrer und später Direktor an der Gewerbeschule in Nördlingen (Bayerisch-Schwaben). In dieser Zeit führte ihm seine Schwester Pauline (1827–1907) den Haushalt; zudem lernte sie in Nördlingen ihren Ehemann Karl Brater kennen, den örtlichen Bürgermeister. Pfaffs Schwager musste das Amt in Nördlingen 1851 aufgeben, und auch Pfaff wechselte die Stellung. Von 1851 bis 1869 lehrte er Mathematik und Physik an der Landwirtschafts- und Gewerbeschule in Erlangen. Im Jahr 1855 habilitierte er sich an der Universität Erlangen und wurde 1867 außerordentlicher Professor, 1869 Ordinarius für Mathematik, verstarb aber bereits drei Jahre später.
Hauptarbeitsgebiet in dieser kurzen Zeit – am selben Lehrstuhl wie 40 Jahre zuvor sein Vater – war die Projektive Geometrie, über die 1867 in Erlangen sein zweibändiges Lehrbuch Neuere Geometrie erschien. Es wurde 2006 in den USA neu aufgelegt.
Pfaff war mit Agnes Therese Heloise Adelaide Freiin von Ditfurth verheiratet, die ihm vier Kinder schenkte, aber früh starb. Bereits vor Pfaffs Tod 1872 hatte darum seine Schwester Pauline erneut seine Haushaltsführung in Erlangen übernommen, während ihr Ehemann meist auf politischen Reisen unterwegs war, bevor er 1869 starb. Die Witwe kümmerte sich seither um die elternlosen Kinder und nahm aus Geldmangel Zimmerherrn auf, u. a. Doktoranden des Mathematikers Felix Klein.
Paulines Tochter, die Dichterin Agnes Sapper (1852–1929), nahm in ihren Jugendromanen den Onkel als Vorlage für den Musiklehrer Pfäffling (Die Familie Pfäffling und Werden und Wachsen der Pfäfflingskinder).